# Ardis Bollweg
Ardis Bollweg es una deportista neerlandesa que compitió en vela en la clase Laser Radial.
Ganó tres medallas en el Campeonato Mundial de Laser Radial entre los años 1988 y 1990, y dos medallas de bronce en el Campeonato Europeo de Laser Radial, en los años 1991 y 1992.

## Palmarés internacional
| \| Campeonato Mundial \| Campeonato Mundial \| Campeonato Mundial \| Campeonato Mundial \| \| Año \| Lugar \| Medalla \| Clase \| \| ------------------ \| ------------------------ \| ------------------ \| ------------------ \| \| 1988 \| Falmouth (Reino Unido) \| Medalla de plata \| Laser Radial \| \| 1989 \| Århus (Dinamarca) \| Medalla de oro \| Laser Radial \| \| 1990 \| Newport (Estados Unidos) \| Medalla de oro \| Laser Radial \| \| Campeonato Europeo \| \| \| \| \| Año \| Lugar \| Medalla \| Clase \| \| 1991 \| Workum (Países Bajos) \| Medalla de bronce \| Laser Radial \| \| 1992 \| Mariestad (Suecia) \| Medalla de bronce \| Laser Radial \| |                          |                   |              |
| Campeonato Mundial |                          |                   |              |
| Año | Lugar                    | Medalla           | Clase        |
| 1988 | Falmouth (Reino Unido)   | Medalla de plata  | Laser Radial |
| 1989 | Århus (Dinamarca)        | Medalla de oro    | Laser Radial |
| 1990 | Newport (Estados Unidos) | Medalla de oro    | Laser Radial |
| Campeonato Europeo |                          |                   |              |
| Año | Lugar                    | Medalla           | Clase        |
| 1991 | Workum (Países Bajos)    | Medalla de bronce | Laser Radial |
| 1992 | Mariestad (Suecia)       | Medalla de bronce | Laser Radial |